# Takehiko Fukunaga
Takehiko Fukunaga, 福永武彦 (Chikushino, 19 marzo 1918 – Karuizawa, 13 agosto 1979), è stato un poeta, traduttore e romanziere giapponese.
Figura assai eclettica, si cimentò nella pittura, nella saggistica e nella poesia, scrivendo numerosi racconti e romanzi. 

## Biografia
Nacque nella prefettura di Fukuoka (nel Kyũshũ) da genitori cristiani. Morta la madre nel 1926 si trasferì a Tokyo con il padre. Terminato il liceo si iscrisse alla facoltà di letteratura francese dell'Università Imperiale di Tokyo. Alla passione per la letteratura francese che molta influenza esercitò su di lui unì lo studio accanito delle lingue, dal russo al greco, al latino, al tedesco.
Nel 1942 iniziò a scrivere il suo primo romanzo Fudõ ("Atmosfera"), la cui elaborazione durò tuttavia dieci anni. Durante la guerra, insieme ad alcuni intellettuali di sinistra tra i quali Katõ Shũichi e Nakamura Shin'ichirõ, fece parte di "Matinée poetique", un gruppo che si dedicava allo studio e alla composizione della poesia in rima. Dal 1945 si ammalò di tubercolosi, malattia che lo accompagnò fino alla morte nel 1979.
La sua opera più importante è Shi no shima ("L'isola della morte"), concepita già nel 1953 ma portata a termine nel 1971. Questo romanzo che ha come tema l'olocausto atomico vinse il prestigioso premio per la letteratura giapponese della casa editrice Shinchõsha.

## Opere
- Fudõ ("Atmosfera"), 1951
- La fine del mondo (Sekai no owari, 1959), Venezia, Marsilio, 1988
- 死の島 Shi no shima ("L'isola della morte'"), 1966